# Рок, Крисси
Крисси Рок (англ. Crissy Rock; родилась в 1958 году) — британская актриса. Лауреат премии «Серебряный медведь» за лучшую женскую роль Берлинского кинофестиваля за лучшую женскую роль.

## Биография
Крисси Рок родилась в 1958 году в Ливерпуле.
Комедийная актриса, выступает на сцене британского Кабаре-клуба, базирующегося в Президент-отеле курортного города Бенидорм.
Наиболее известна по роли многодетной матери Мэгги Конлан в фильме Кена Лоуча «Божья коровка, улети на небо» и сотрудницы отеля Джейни Йорк в телесериале «Бенидорм».

## Избранная фильмография
- 1994 — Божья коровка, улети на небо / Ladybird Ladybird — Мэгги Конлан
- 1996 — Brazen Hussies (ТВ) — Сандра Делени
- 1996 — Dalziel and Pascoe (ТВ) — Энни Грейв
- 1996 — Springhill (ТВ) — Анита Картлидж
- 1997 — Under the Skin — Компир
- 1997 — Born to Run (ТВ) — Эдна
- 1999 — Dockers (ТВ) — Джин Уолтон
- 1999 — Butterfly Collectors (ТВ) — Морин
- 1995—2000 — Peak Practice (ТВ) — Мэрион Ричардс
- 2000 — Clocking Off (ТВ) — киоскёр
- 2001 — Brookside (ТВ) — Эмбер
- 2001 — Hero — Мам
- 2003 — Run Piglet Run — Жаннет
- 2003 — Nice Guy Eddie (ТВ) — мадам Фло
- 2007 — Trial & Retribution (ТВ) — Сильвия Райан
- 2008 — The Commander: Abduction (ТВ) — Адель Дэвис
- 2008 — Act of Grace — мать Дэзи
- 2009 — A Boy Called Dad — продавщица
- 2007—2010 — Бенидорм / Benidorm (ТВ) — Джейни Йорк

## Награды и номинации
- 1994 — Берлинский кинофестиваль
  - Премия «Серебряный медведь» за лучшую женскую роль
- 1995 — Премия Лондонского кружка кинокритиков
  - Лучшая британская актриса года
- 1995 — Премия Святого Георгия
  - Лучшая иностранная актриса